# Pristaulacus fasciatus
Pristaulacus fasciatus är en stekelart som först beskrevs av Thomas Say 1829.  Pristaulacus fasciatus ingår i släktet Pristaulacus och familjen vedlarvsteklar. Inga underarter finns listade i Catalogue of Life.